# Жорсткобокий вуж Друмонд-Гая
Жорсткобокий вуж Друмонд-Гая (Aspidura drummondhayi) — неотруйна змія з роду Жорсткобокий вуж родини Вужеві. Отримав назву на честь шотландського вченого Генрі Друмонд-Гая.

## Опис
Загальна довжина досягає 20—22 см. Спостерігається статевий диморфізм — самиці більші за самців. Голова невелика. Очі округлі. Тулуб циліндричній. Хвіст куций, загострений. Навколо тулуб тягнеться 15 рядків луски. Є 113–119 вентральних щитків, 18—26 розділених підхвостових щитків.
Забарвлення спини фіолетового та шоколадно—коричневого кольору. Передня частина голови чорна. Черево світло—коричневе з нечисленними плямами.

## Спосіб життя
Полюбляє низькі пагорби. Зустрічається на висоті 1200 м над рівнем моря. Значну частину життя проводить риючи нори та ходи. Активний удень. Харчується земляними хробаками.
Це яйцекладна змія. Самиця відкладає 2—6 яєць.

## Розповсюдження
Мешкає у південній та західній частинах о.Шрі-Ланка.